# 2022 LH15
2022 LH15 est un objet transneptunien encore mal connu, faisant partie des cubewanos, découvert en 2022.

## Caractéristiques
Le diamètre de 2022 LH15 est estimé à environ 190 kilometres